# HUMAN LOST 人間失格
『HUMAN LOST 人間失格』（ヒューマン ロスト にんげんしっかく）は、2019年11月29日に劇場公開された日本のアニメーション映画。太宰治の小説『人間失格』を大胆に翻案し、SFダークヒーローものとしてアニメーション映画化した作品である。
監督は木﨑文智、脚本は冲方丁、主演は宮野真守。
キャッチコピーは「昭和111年、僕は人間を失格しました。」。

## あらすじ
昭和111年の日本は、4大医療革命の遺伝子操作・再生医療・ナノマシン・万能特効薬により、GDPが世界一で医師を必要としない、無病長寿社会を実現していた。また、人間の寿命の限界を超えた120歳を迎える国民を祝福し、年金1億円が贈呈される人間合格式を100日後に控えていた。その一方、上流階級が住む環状7号線内部のインサイドと、労働者や貧困層が住む郊外部のアウトサイドの貧富の二極化や、1日19時間にも及ぶ極端な長時間労働、道行く人々がガスマスクを装着するほどの大気汚染と、理想郷とされる社会の裏では問題点は山積していた。
6月7日未明、東京の高田馬場において臓器の治療に使われるナノマシンの暴走により、人間が自我を失った異形の生命体に変わり果てる『ロスト現象』が発生する。しかし、無病長寿社会を司る『健康保障機関SHELL』が早期の鎮圧と隠蔽工作を行ったため、一般市民はロスト現象を知る由もなく、ニュースも爆発事故として扱う。
貧富格差やSHELLによる支配への不満を持つ暴走族の一員・大庭葉蔵は、趣味として絵画を描きつつも生きる意味を見いだせず、自堕落に毎日を過ごしていた。だがある日、親友の竹一の誘いで彼が計画していた、警察当局を撒きながらインサイドへの強行突破を試みる『SHELL突貫作戦』に参加する。しかし、警察当局の鎮圧を巻き込まれ、竹一がロスト化してしまったうえ、自分も同様の状態になって絶体絶命に追い込まれていたところ、SHELLの幹部である柊美子と出会う。
葉蔵は美子との関係を深める中、自分につきまとう謎の研究者・堀木正雄の陰謀や、無病長寿社会の闇に立ち向かう。

## 用語集
SHELL（シェル）
日本において4大医療革命を成し遂げた国民健康保障機関。Sound Health Everlasting Long Lifeの略。本部は環状7号線内部のインサイドにあり、金色のドームで包まれている。国民の健康状態の管理を行っているが、独自の軍事組織も有しており、ロスト現象の存在を隠蔽している。
澁田機関ヒラメ
SHELLの中核を成す組織。管理本部・コールセンターの役割を果たしており、体内に異常が確認された場合は遠隔操作でナノマシンを動かし、治療を行う。
4大医療革命
SHELLが行った政策で、遺伝子操作・再生医療・ナノマシン・万能特効薬を用い、日本国民の平均寿命を120歳、最高寿命を180歳にまで伸ばした。体内に埋め込まれたナノマシンにより、SHELLのネットワークに接続されている限り、ケガや病気でも死なない。だが、脳内物質までナノマシンに操作されて強制的に幸せを感じさせられるうえ、労働者は1日に19時間も労働させられているため、不満を持つ市民は多い。
アウトサイド
環状7号線の外部（都外を含む）にあたる地域で、葉蔵や竹一などが住む。住民はインサイドとの貧富格差やSHELLによる支配に不満を持っており、竹一はSHELL突貫作戦という暴走行為を幾度と行っている。大気汚染は酷く、ガスマスクをつけなければ外出すらできない。
インサイド
環状7号線内部にあたる地域。ここに住めるのは年齢が120歳を超えた人間合格式に参加し、年金1億円で生活する上流階級のみである。しかし、この地域も大気が汚染されているため、ガスマスクは必須である。
ロスト現象
体内のナノマシンが暴走してSHELLの管理を振り切ってしまい、人間が異形の生命体になり果てる現象。ロスト化した人間は元に戻れず、死んだも同然の状態となる。SHELLは早期の鎮圧と隠蔽工作を行っているため、一般市民には存在が知られていない。
SHELL突貫作戦
竹一が率いる暴走族が、バイク約20台と爆弾を搭載した霊柩車1台を用いて横浜市内から高速道路（横羽線）を経由し、インサイドに突入する作戦。その途上で警察当局やSHELLによる妨害に巻き込まれ、レインボーブリッジにたどり着いた葉蔵や竹一も傷を負ってロスト化してしまう。
人間合格式
SHELLの主催で行われる、満120歳を迎えた国民を祝う式典。年金1億円が贈呈されるが、そこに至るまでの国民の不満は決してないというわけではない。

## 声の出演
- 大庭葉蔵 - 宮野真守[2]
- 柊美子 - 花澤香菜[4]
- 堀木正雄 - 櫻井孝宏[5]
- 竹一 - 福山潤[6]
- 渋田 - 松田健一郎
- 厚木 - 小山力也
- マダム - 沢城みゆき[7]
- 恒子 - 千菅春香[7]

## スタッフ
- 原案 - 太宰治 『人間失格』
- スーパーバイザー - 本広克行[2]
- 監督 - 木﨑文智
- ストーリー原案・脚本 - 冲方丁[2]
- キャラクターデザイン - コザキユースケ
- コンセプトアート - 富安健一郎 (INEI)
- CGスーパーバイザー - 石橋拓馬
- アニメーションディレクター - 大竹広志
- 美術監督 - 池田繁美、丸山由紀子
- 色彩設計 - 野地弘納
- 撮影監督 - 平林章
- 音響監督 - 岩浪美和[8]
- 音楽 - 菅野祐悟[8]
- 主題歌 - m-flo 「HUMAN LOST feat. J. Balvin」 (rhythm zone / LDH music)[8]
- アニメーション制作 - ポリゴン・ピクチュアズ
- 企画・プロデュース - MAGNET、スロウカーブ
- 配給 - 東宝映像事業部

## 製作
朝日新聞デジタル&Mのインタビューに答えた木崎によれば、本作の企画は2015年頃にスロウカーブのプロデューサーの尾畑聡明から送られてきた提案が始まりであり、クリーチャーが街を徘徊しているイラストが描かれていた企画書を見た木崎は、原典とSFの世界観がつながらなかったという。また、かつてSFの世界観で描かれたことはなかった原典をSFアクションとして生まれ変わらせるという企画を無謀ながら挑戦し甲斐があると思ったほか、制作が大変になるとの予想についても本広や冲方、ポリゴン・ピクチュアズという制作陣を迎えたことから、何とかなるので挑戦してみようと思ったという。ただ、当初の予定では本編のようにアクションを満載するつもりはなく、絵コンテのすべてを再現するのは困難だと現場から言われて削ったものの想定の倍以上を入れることになったほか、冲方の脚本についてもかなりの分量だったことから削っており、説明を要するSFの要素より太宰の表現した人間ドラマを主体にした脚本へ組み替える作業に苦労したという。近未来でありながら昭和時代の延長線上にある世界を舞台とした理由については、昭和の空気感に近未来的な要素を混ぜることは決まっていたものの突飛な世界観にはせず、あくまでも自分たちが過ごした世界の行く末を表現したかったからであり、世界で見てもらうことが前提に進められた企画でもあったため、『Anime Expo 2019』での上映終了後に大拍手を浴びた際には、海外の人が喜ぶエンターテインメント、SFアクション作品にするという命題がクリアできていると実感したという。
好書好日のインタビューに答えた冲方によれば、企画については「何を考えているんだろう」と思ったうえで1年半くらい議論したうえ、プロットを何パターンも作る間に原典を何度も読み込み、現代的でどこかに答えがあるはずとの確信を得て、「タイトルの解釈」・「原典や作者にまつわる死の影」・「ダークヒーローの誕生シーン」といった3つのブレイクスルーを乗り越えたという。テクノロジーの発達したユートピアともディストピアとも言える日本社会を舞台とした理由については、デジタルテクノロジーをSFの主要な題材に据えれば据えるほど描けなくなっていくことから違うテクノロジーを取り上げようと思ったためであり、無限に続く苦しみの中で一抹の希望が残る物語を作ろうと心がけた結果、原典で描かれているキャラクターの配置が完璧で現代的だったことから、元の人間関係をSFに移植するだけで成立することが明確になったという。また、昭和初期風よりも平成や令和から想起される社会問題を風刺するディストピアを描くことこそが最も原典らしいだろうとの確信から、「年金」や「社会保障」など本来アニメでは除外される語句を多く盛り込んだ「視聴者に何かを発見してもらえる」作品であると思っているが、どんなスタッフの間でも企画は「いつ崩壊するか分からない」と言われていたという。
2019年11月29日にTOHOシネマズ新宿にて初日舞台挨拶に登壇した冲方によれば、脚本制作には約2年を費やしており、原典のSF化に際して話し合った結果、「人間全部失格」にしようと考えて特に葉蔵を描くことになったという。また、同じく登壇した櫻井によれば、絵コンテ撮を見ながらのプレスコ形式で声をあてており、岩浪によるこだわりで生の芝居をそのままアニメに落とし込んだという。

## メディア展開

### 漫画
映画と同タイトルで、講談社の『月刊アフタヌーン』にて2019年8月号から同年12月号まで連載され、単行本が同年11月22日に発売された。作画は高城隆介。全1巻。ISBN 978-4-06-517921-5

### 小説
映画ノベライズ
『HUMAN LOST 人間失格 ノベライズ』のタイトルで、2019年11月1日に新潮社の新潮文庫nexより発売された。著者は葵遼太。全1巻。ISBN 978-4-10-180172-8
小説オリジナルストーリー
『二・二六 HUMAN LOST 人間失格』のタイトルで、2019年12月1日に新潮社の新潮文庫nexより発売された。著者は浅生鴨。全1巻。ISBN 978-4-10-180177-3